# Zapas Młodych Koni
Zapas Młodych Koni – instytucja zajmująca się zaopatrywaniem Wojska Polskiego II RP w młode konie (remonty).
Podporządkowany był Wojskowemu Zakładowi Remontu Koni i był centralnym zakładem służby remontu.
Zapas Młodych Koni przyjmował konie kupione po wycenie przez Komisje Doboru Koni.
Do zadań zapasu należało gromadzenie, pielęgnowanie oraz oswajanie z porządkiem stajennym, ludźmi i rzędem, młodych koni lepszej krwi, zakupionych przez komisje remontowe, przed osiągnięciem przez nie przepisowego do użytku wojskowego wieku.
Zapas prowadził gospodarkę rolną we własnym zakresie, celem zaspokojenia potrzeb własnych. Konie – po osiągnięciu przepisowego wieku, wydawane były poszczególnym formacjom wojskowym, według rozdzielnika ministra spraw wewnętrznych (Departament X Spraw Poboru).

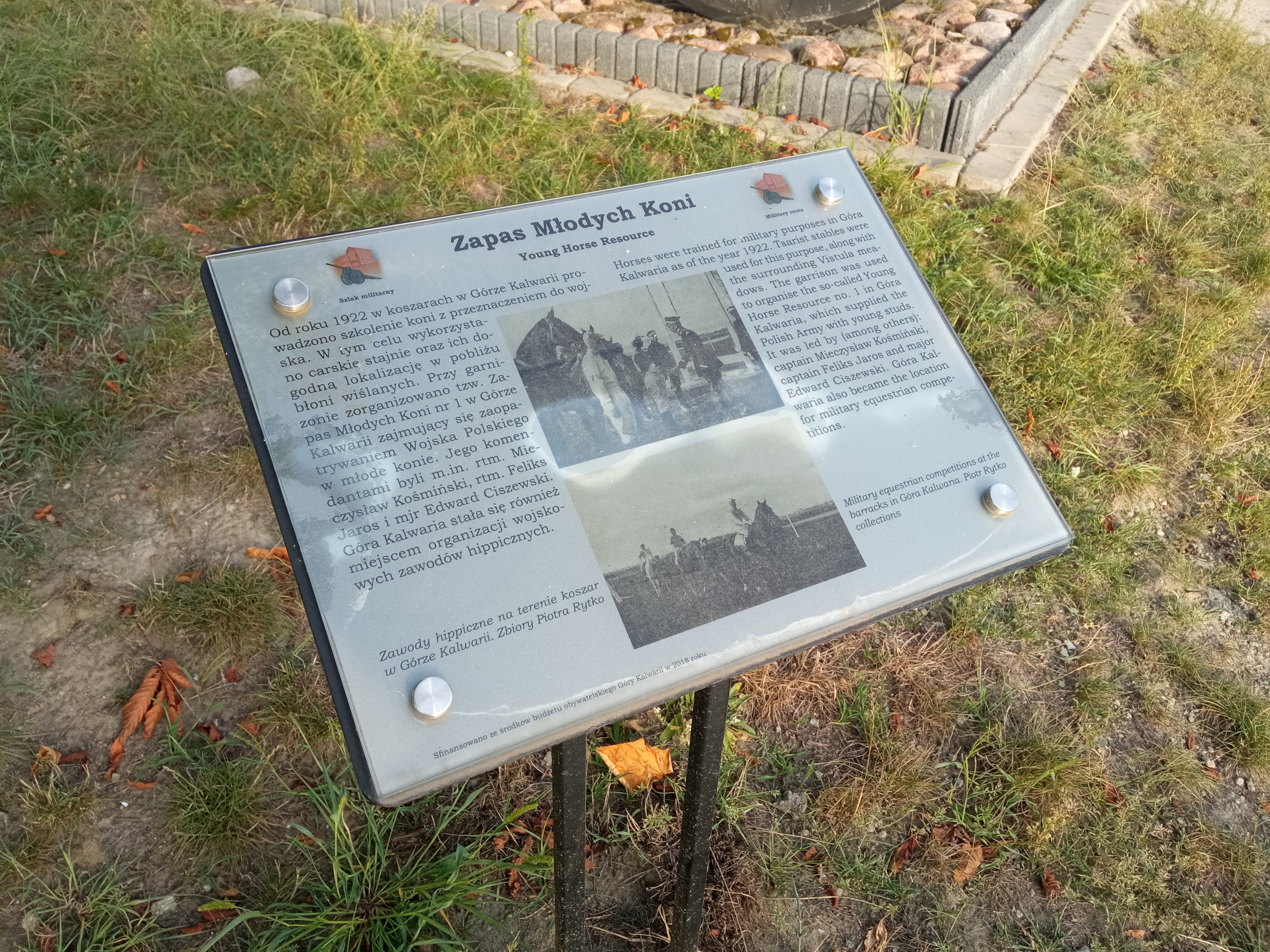
Tablica pamiątkowa w Górze Kalwarii

W 1923 roku istniały trzy zapasy młodych koni:
- nr 1 w Górze Kalwarii,
- nr 2 w Wyrzysku,
- nr 3 w Zamościu (w organizacji), przeniesiony do Radymna.

W 1939 roku funkcjonował jeden Zapas Młodych Koni w Jarosławiu. Zgodnie z planem mobilizacyjnym „W” w okresie mobilizacji powszechnej miał przejść w stan Zapasu Koni OK X w Radymnie wraz z personelem, końmi i posiadanym materiałem, w terminie i według zarządzeń, które miał wydać dowódca Okręgu Korpusu Nr I. Zapas Koni OK X miał być sformowany w 15 dniu mobilizacji powszechnej przez 10 Dywizjon Taborów w Radymnie, przy czym już od drugiego dnia mobilizacji miał być gotowy do przyjmowania nadwyżek.

## Kadra zapasów młodych koni
Kierownicy Zapasu Młodych Koni nr 1 w Górze Kalwarii
- rtm. Mieczysław Kośmiński (do I 1923[6])
- rtm. / mjr Feliks Jaros (od I 1923[6][7])

Oficerowie
- mjr kaw. Jan Szkuta (kwatermistrz od III 1926)
- rtm. Roman Iwanicki (cz.p.o. kwatermistrza od X 1926[8])
- rtm. Feliks Żórawski – zarządzający stajniami (od IV 1929[9])
- rtm. Władysław Jan Olszowski – zarządzający stajniami (od IV 1929[10])
- rtm Witold Rodziewicz (do IV 1929[11])
- por. tab. Franciszek II Grabowski (do IV 1929[12])

Kierownicy Zapasu Młodych Koni nr 2 w Wyrzysku
- rtm. Wilhelm Horsetzky (od III 1923[13])
- rtm. Zygmunt Piotr Idzi Grabowski (IV 1923[14] – XII 1925[15])
- ppłk kaw. Zdzisław Łoziński (XII 1925[15] – XII 1926 → dyspozycja dowódcy OK VIII[16])

Oficerowie
- mjr kaw. Jan Kazimierz Chodowiecki (do XI 1926 → zastępca przewodniczącego Komisji Remontowej Nr 1 w Lublinie[17])

Kierownicy Zapasu Młodych Koni nr 3 w Zamościu i Radymnie
- rtm. Zygmunt Piotr Idzi Grabowski (od III 1923[13])
- rtm. Wilhelm Horsetzky (od IV 1923[14])
- płk kaw. Wawrzyniec Łobaczewski (1924[18] – XII 1926 → dyspozycja dowódcy OK X[16])

Obsada personalna Zapasu Młodych Koni w Górze Kalwarii w marcu 1939 roku
- zarządca – ppłk kaw. Adam Radomyski (od 26 I 1934[20])
- zastępca zarządcy – mjr adm. (art.) Leon Czenze
- starszy lekarz weterynarii – mjr lek. wet. Tadeusz Sołga